# Kolno
Kolno là một thị trấn thuộc huyện Kolneński, tỉnh Podlaskie ở đông-bắc Ba Lan. Thị trấn có diện tích 25 km². Đến ngày 1 tháng 1 năm 2011, dân số của thị trấn là 10486 người và mật độ 418 người/km².